# Jaraquiel-Sittich
Der Jaraquiel-Sittich (Pyrrhura subandina, Syn.: Pyrrhura picta subandina), auch als Sinúsittich bezeichnet, ist eine extrem seltene oder bereits ausgestorbene Art, die längere Zeit als Unterart des Rotzügelsittichs (Pyrrhura picta) galt. Er ist oder war im Tal des Río Sinú im kolumbianischen Departamento Córdoba endemisch.

## Merkmale
Der Jaraquiel-Sittich erreicht eine Größe von 21 Zentimetern. Die Flügellänge beträgt 11,1 bis 12,4 Zentimeter. Um die Stirn verläuft ein stumpf rotes und blaues Band. Die Ohrdecken sind rostrot. Die Brust ist dunkelbraun, an der Unterbrust mehr grünlich und durch ein grau-lederfarbenes Wellenmuster charakterisiert. Der Flügelbug ist grün. Der Schnabel ist grau-schwarz. Um die gelb-orange Iris verläuft ein stumpfgrauer Augenring. Die Beine sind grau. Die juvenilen Sittiche sind bisher unbeschrieben.

## Lebensraum
Der Jaraquiel-Sittich bewohnt Feuchtwälder in Höhenlagen bis 1300 m und hohe Sekundärwälder im Tiefland und den Gebirgsausläufern. Er wurde auch an Waldrändern und in der Nähe von Rodungen beobachtet.

## Lebensweise
Über seine Lebensweise ist nichts bekannt. Vermutlich ist er, wie der Rotzügelsittich, sehr gesellig und bildet Schwärme von bis zu 15 Individuen.

## Status
Der Jaraquiel-Sittich ist nur von 18 Exemplaren bekannt, die 1916 und 1949 an vier verschiedenen Fundorten im Tal des Río Sinú in Kolumbien gesammelt wurden. Der Holotypus und zwei weitere Exemplare wurden 1916 von Melbourne Armstrong Carriker bei Jaraquiel 20 m am linken Ufer des unteren Mittellaufs des Río Sinú im Departamento Córdoba (bis 1950 ein Teil des Departamentos Bolívar) gesammelt. Sechs Exemplare stammen vom Río Sinú 20 Kilometer nordwestlich von Tierralta. Den letzten zuverlässigen Nachweis erbrachte Kjell von Sneidern, der 1949 acht Exemplare in einem Laubwald am östlichen Hang des Cerro de Quimari in einer Höhe zwischen 400 und 700 Meter und ein Exemplar am Cerro Murucucú sammelte. Anfang 2004 suchte der britische Ornithologe Paul Salaman von der Fundación ProAves alle vier ursprünglichen Fundorte auf. Dabei stellte er fest, dass Jaraquiel und Tierralta komplett entwaldet waren, jedoch am Cerro de Quimari und am Cerro Murucucú noch Waldfragmente vorhanden sind. Während einer dreimonatigen Suche von Mai bis Juli 2004 am Cerro Murrucucú konnte der Jaraquiel-Sittich nicht wiedergefunden werden. Sowohl das Fehlen von aktuellen Informationen als auch der eingeschränkte und ungeschützte Lebensraum geben Grund zur Besorgnis über sein weiteres Überleben.

## Systematik
Der Jaraquiel-Sittich wurde 1917 von Walter Edmond Clyde Todd als eigenständige Art beschrieben. 1937 wurde er jedoch ohne Angabe von Gründen von James Lee Peters als Unterart klassifiziert. Im Jahre 2000 gab Leo Joseph die Empfehlung, den Jaraquiel-Sittich, aufgrund der Größe und Gefiedermusterung, wieder in den Artstatus zu erheben. Während Joseph Michael Forshaw im Jahre 2006 dieser Einschätzung folgte, konnte sich das South American Classification Committee im Jahre 2008 jedoch nicht darauf einigen, den Jaraquiel-Sittich als eigenständige Art anzuerkennen. 2014 wurde der Jaraquiel-Sittich von der IUCN als Art akzeptiert und in der Kategorie „vom Aussterben bedroht“ (critically endangered) in die Rote Liste aufgenommen.